# Yalovaspor BK
El Yalovaspor Basketbol Kulübü, conocido como Semt77 Yalovaspor por motivos de patrocinio, es un equipo de baloncesto turco con sede en la ciudad de Yalova, que compite en la BSL, la máxima división de su país. Disputa sus partidos en el Yalova 90. Yıl Spor Salonu, con capacidad para 2,000 espectadores.

## Historia
El Yalovaspor BK se fundó en 1998. En 2016 ascendieron a la Türkiye Basketbol 1. Ligi, la segunda división del país. El 15 de junio de 2021, el Semt77 Yalovaspor ascendió BSL por primera vez en su historia tras ganar los play-offs de la TBL.

## Resultados en liga
| 2016-17 | 1 | TBL | 12º |  |  |  |  |  |  |  |
| 2017-18 | 1 | TBL | 14º |  |  |  |  |  |  |  |
| 2018-19 | 1 | TBL | 15º |  |  |  |  |  |  |  |
| 2019-20 | 1 | TBL | 8º  |  |  |  |  |  |  |  |
| 2020-21 | 1 | TBL | 4º  |  |  |  |  |  |  |  |
| 2021–22 | 1 | BSL |     |  |  |  |  |  |  |  |